# Đế quốc thực dân Đan Mạch
Đế quốc thực dân Đan Mạch (tiếng Đan Mạch: danske kolonier) và tiền Đế quốc Đan Mạch-Na Uy (tiếng Na Uy: Danmark-Norges kolonier) thể hiện những thuộc địa bị Đan Mạch-Na Uy (chỉ một mình Đan Mạch sau năm 1814) nắm giữ từ năm 1536 cho đến năm 1953. Vào lúc hùng mạnh nhất, nó trải dài khắp 4 lục địa (Châu Âu, Nam Mỹ, Châu Phi và Châu Á). Giai đoạn bành trướng thuộc địa của đế quốc đánh dấu sự khởi đầu của việc vươn đến quyền lực của người Đan Mạch và người Na Uy trong liên minh. Là quốc gia chiếm ưu thế trong liên minh Đan Mạch-Na Uy, Đan Mạch là nơi các tượng đài của đế quốc được dựng lên; Copenhagen, thủ đô Đan Mạch ngày nay, từng cùng là thủ đô của Na Uy và Đan Mạch. Phần lớn người Na Uy di chuyển đến Copenhagen để tìm việc làm, học đại học, hoặc tham gia Lực lượng Hoàng Gia. Vào đỉnh cao nhất của nó, đế quốc rộng 2,655,564.76 km².
Vào thế kỉ 17, sau sự mất mát lãnh thổ trên bán đảo Scandinavia, Đan Mạch-Na Uy bắt đầu xâm chiếm thuộc địa, xây dựng pháo đài và cảng giao thương ở Châu Phi, vùng Caribe và Ấn Độ. Sau năm 1814, khi Na Uy được cắt cho Thụy Điển kèm theo sau Chiến tranh Napoleon, Đan Mạch nắm giữ phần thuộc địa còn lại của Na Uy. Christian IV khởi phát chính sách mở rộng giao thương của Đan Mạch-Na Uy, như một phần của làn sóng chủ nghĩa trọng thương đang quét qua Châu Âu thời bấy giờ. Thuộc địa đầu tiên của Đan Mạch-Na Uy là Tranquebar (Trankebar) nằm dọc bờ biển nam Ấn Độ năm 1620. Đô đốc Ove Gjedde dẫn đầu đoàn thám hiểm thiết lập nên thuộc địa.
Ngày nay, phần sót lại của các thuộc địa của đế quốc (tiền thuộc địa của Na Uy) là các lãnh thổ trong Đan Mạch, quần đảo Faroe và Greenland; quần đảo Faroe từng là một quốc gia thuộc Đan Mạch cho đến năm 1948, còn Greenland thì ngừng được xem như là thuộc địa năm 1953. Những vùng này giờ thuộc Đan Mạch với tư cách là quốc gia tự trị.